# Prudnik
Prudnik (kiejtéseⓘ, IPA: [ˈprudɲik], németül Neustadt, Neustadt in Oberschlesien, csehül Prudník, latinul Prudnicium) város Lengyelországban az Opolei vajdaságban, a Prudnik járásban.

## Oktatás
- I Liceum Ogólnokształcące
- II Liceum Ogólnokształcące
- Liceum Ogólnokształcące dla dorosłych
- Zespół Szkół Medycznych
- Zespół Szkół Rolniczych
- Zespół Szkół Zawodowych
- Państwowa Szkoła Muzyczna I st.
- Szkoła policealna dla dorosłych

## Média
- Tygodnik Prudnicki (hetilap)
- Prudnik24 (kéthetente)
- TV Prudnik
- Telewizja Kablowa Prudnik
- terazprudnik.pl (tygodnikprudnicki.pl)
- prudnicka.pl
- wprudniku.pl Archiválva 2019. június 13-i dátummal a Wayback Machine-ben
- eprudnik.pl

## Prudnik városrészei
Górka, Kolonia Karola Miarki, Lipno (Lipy), Młyn Czyżyka, os. Jasionowe Wzgórze, os. Karola Miarki, os. Tysiąclecia, os. Wyszyńskiego, os. Zacisze

## Sport
- KS Pogoń Prudnik – kosárlabda
- MKS Pogoń Prudnik – labdarúgás
- KS Obuwnik Prudnik – íjászat
- LKS Zarzewie Prudnik – karate, sakk
- LKJ Olimp Prudnik – lovaglás
- MKS Sparta Prudnik – labdarúgás
- Stowarzyszenie Sportowe „Tigers” Prudnik – labdarúgás, parkour, freerun
- SPPS Ro-Nat GSM Prudnik – röplabda

## Testvérvárosok
- Northeim, Németország
- Bohumín, Csehország
- Nadvirna, Ukrajna
- Krnov, Csehország
- San Giustino, Olaszország

## Külső hivatkozások
- Hivatalos honlap
- Ferences kolostor és templom

1. ↑  https://bdl.stat.gov.pl/api/v1/data/localities/by-unit/031613110044-0965878?var-id=1639616&format=jsonapi. (Hozzáférés: 2022. október 5.)